# Cellaria salicornia
Cellaria salicornia är en mossdjursart som först beskrevs av Peter Simon Pallas 1766.  Cellaria salicornia ingår i släktet Cellaria och familjen Cellariidae. Inga underarter finns listade i Catalogue of Life.